# Druciatus trisetus
Druciatus trisetus är en tvåvingeart som beskrevs av Marshall 1995. Druciatus trisetus ingår i släktet Druciatus och familjen hoppflugor.
Artens utbredningsområde är Ecuador. Inga underarter finns listade i Catalogue of Life.